# Луцеяхское нефтяное месторождение
Луцеяхское — нефтяное месторождение в Ямало-Ненецком автономном округе. Открыто в 2010 году Нефтегазовым предприятием Северо-Карасевское, принадлежавшим United Capital Partners. Залежи нефти были обнаружены посредством четырёх поисковых скважин в пласте ачимовских отложений. Расположено в Надымском районе, на Северо-Карасевском лицензионном участке. Приток нефти составляет 2,88 м3/сут. В 2011 году до того времени безымянное месторождение получило название Луцеяхского.
Первоначальный подсчёт запасов нефти был произведён весной 2011 года Сибирским научно-аналитическим центром (НАО «СибНАЦ»). В июне 2011 года величина запасов была уточнена и составила:
- начальные геологические запасы нефти по категории С1 — 4,095 млн тонн;
- начальные геологические запасы нефти по категории С2 — 39,579 млн тонн;
- начальные извлекаемые запасы нефти по категории С1 — 1,056 млн тонн;
- начальные извлекаемые запасы нефти по категории С2 — 10,211 млн тонн.

Запасы относятся к числу трудноизвлекаемых из-за низкой проницаемости коллекторов.
В июне 2016 года «Зарубежнефть добыча Самара» (дочернее предприятие «Зарубежнефти») начало оформление сделки (одобренной Федеральной антимонопольной службой) по приобретению Нефтегазового предприятия Северо-Карасевское, владеющего лицензией на разведку и добычу нефти на месторождении, у United Capital Partners.